# Cheumatopsyche gyra
Cheumatopsyche gyra là một loài Trichoptera trong họ Hydropsychidae. Chúng phân bố ở miền Tân bắc.